# Шрёдер, Эрнст
Эрнст Шрёдер (нем. Ernst Schröder, 25 ноября 1841, Мангейм — 16 июня 1902, Карлсруэ) — немецкий математик и логик.

## Биография
После изучения математики и физики в Хайдельберге и Кёнигсберге последовала хабилитация в Цюрихе в 1865 году. Профессор математики Дармштадтского технического университета с 1874 года, затем с 1876 года в прежнем техническом университете в Карлсруэ.
Центральное место в сфере его научных интересов занимали основания математики, теория функций и комбинаторный анализ. В работе Итерированные функции (нем. Ueber iterirte Functionen; 1871) он исследовал функциональные уравнения, которые сегодня называют уравнениями Шрёдера, играющие важную роль в теории динамических систем. Когда логика стала самостоятельной научной дисциплиной, он начал заниматься алгеброй и символической логикой. Его работы по алгебре логики получили международную известность. Он усовершенствовал логику Джорджа Буля и разработал в 1877 году полную систему аксиом булевой алгебры. Эрнст Шрёдер в трёхтомной Алгебре логики (нем. Algebra der Logik; 1890—1895), в отличие от Буля, строит теорию логического исчисления (его авторское название современной математической логики) на основе исчисления классов. Он вносит вклад в развитие алгебры отношений (en:relation algebra), вводит понятие нормальная форма и развивает принцип двойственности в классической логике; использует метод элиминации кванторов для вопросов разрешимости.
Джузеппе Пеано продолжил развитие теории логики Шрёдера. Диссертация Норберта Винера связана с работами Шрёдера (англ. A comparision between the treatment of the Algebra of relatives by Schröder and that by Whitehead and Russell). Альфред Тарский считал работы Шрёдера основополагающими для современной высшей алгебры и истории логики.

## Список произведений
- Lehrbuch der Arithmetik und Algebra, 1873
- Über die formalen Elemente der absoluten Algebra, 31 S., Stuttgart, 1874
- Der Operationskreis des Logikkalkuls, 1877
- Vorlesungen über die Algebra der Logik, 3 Bände, Band 1 1890—1895
- Über das Zeichen, Karlsruhe, 1890
- Über zwei Definitionen der Endlichkeit und G. Cantor’sche Sätze — Abhandlung in der Reihe Kaiserliche Leopoldino-Carolinische Deutsche Akademie der Naturforscher Bd. 71, S. 301—362, Halle, 1898
- Abriß der Algebra der Logik, 2 Teile, Leipzig, 1909/1910